# 1990年韋恩機場跑道對撞事故
1990年12月3日，西北航空299號班機與西北航空1482號班機在底特律都會韋恩縣機場的跑道上相撞，造成1482號班機中一名機組人員及七名乘客死亡、十人受傷，299號班機則全員生還。

## 事故飛機
1482班機的註冊號為N3313L，總飛行時數為62253小時。該機於1966年出廠，先是在達美航空服役，直到1973年出售給西北航空。
299班機的註冊號為N278US，總飛行時數為37310小時。於1975年交付給西北航空公司。事發後，這架飛機經過修理，仍在西北航空服役直到1995年。在2011年報廢前則是由小鷹航空貨運公司服役。

## 事故過程

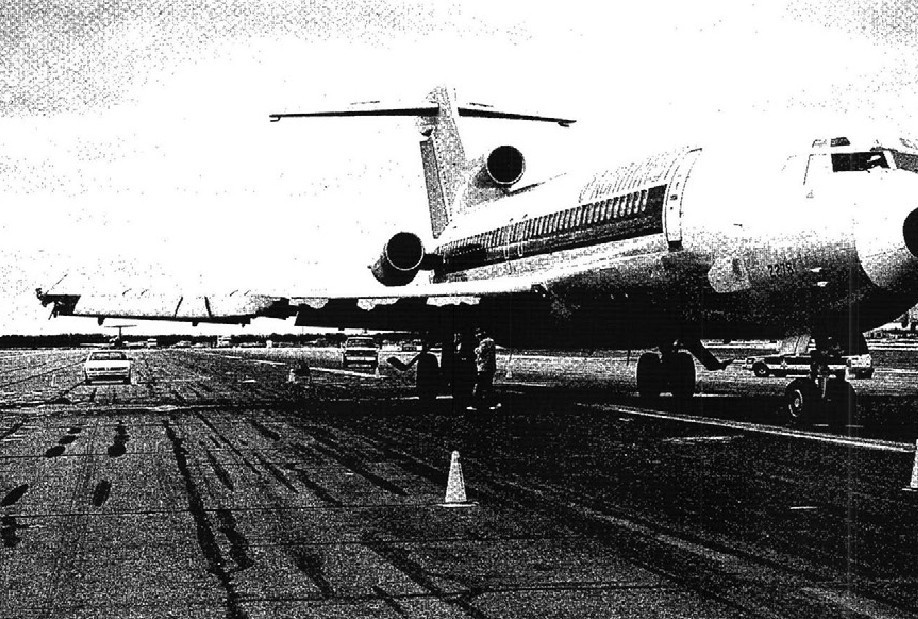
右翼受損的299號班機

事發時間為美國東部時間13:45分。西北航空1482號班機正在滑行道上準備於03C跑道起飛, 但因機場地面標示不清加上大霧導致能見度下降，導致錯誤的闖入了仍在使用中的03C跑道。
五秒鐘後，機組人員看到一架波音727朝著自己迎面而來。這架727客機為準備飛往孟菲斯的西北航空299號班機。但因壟罩著機場的大霧，使兩架飛機皆無法看到對方的存在，塔台也無法看見飛機的位置，僅能以各機組人員回報以確定班機位置。
最後，因兩機無法閃避，727的機翼擊中了DC-9的右側機身，在右側舷窗下方劃破了機身，最後切斷了DC-9的2號發動機，導致DC-9起火燃燒；727僅有右側機翼受損，後來被修復並繼續服在西北航空服役直到1995年。

## 機組人員及乘客
299號班機機組人員包括機長Robert Ouellette（42歲），飛行時間約有10400小時，執飛727有5400個小時，副機長William Hagedorn（37歲），擁有飛行時間5400小時，執飛波音727有2350個小時，以及飛行工程師達倫·歐文（31歲），他執飛727有3300個小時。
1482號班機機組人員包括52歲的機長William Lovelace，飛行時間達23000小時，執飛DC-9有4000個小時；43歲的副機長James Schifferns，其飛行時間約4685小時，執飛DC-9則僅有185個小時。

## 調查
美國國家運輸安全委員會對事故進行了調查，確定事故的可能原因是：

機組協調出現狀況，其中之一便是DC-9的飛行員的角色與實際情況相反，使得飛行員無法在其他飛機侵入跑道時及時終止滑行以及通報地面管制員他們的正確位置。
事故的主因包含：
1. 機場塔台的空中交通管制服務存在缺陷，加上值班人員經驗水平的後備監督不足，造成地面管制員未能及時採取行動提醒管制員注意是否發生跑道侵入、能見度數據不足、未能在低能見度的情況下使用漸進式滑行，並發出錯誤的滑行指令。
2. 機場的地面標誌和照明存在缺陷，然而在美國聯邦航空管理局的監督下仍然未能發現或糾正缺陷
3. 西北航空未提供機組人員足夠的培訓。

造成DC-9出現傷亡的主因為DC-9內部的尾錐釋放機構（英語：tail cone release mechanism）沒有正常運作，並且機組人員並未正確執行乘客疏散所致。:79